# Hydropsyche nitida
Hydropsyche nitida là một loài Trichoptera hóa thạch trong họ Hydropsychidae.